# Sébastien Nadot
Sébastien Nadot (Fleurance, 8 luglio 1972) è un medievista, scrittore e politico francese.

## Biografia
Membro del Movimento dei Progressisti fin dalla nascita nel 2009, è un professore associato di educazione fisica e sport, nonché dottore di storia. È stato membro associato del CESE (Consiglio Economico, Sociale e Ambientale) nella sezione occupazione e lavoro dal dicembre 2015 al 18 giugno 2017, anno in cui fu eletto deputato per il decimo distretto dell'Alta Garonna. È membro dell'Assemblea parlamentare della francofonia. 
In vista di una candidatura per le elezioni presidenziali del 2017 sostenuto dal Movimento dei Progressisti, inserì nel suo programma una nuova dinamica democratica costruita intorno a tre pilastri: progresso sociale a vantaggio di tutti, filtro ambientale posto prima di ogni decisione pubblica e partecipazione dei cittadini alle fasi decisionali dell'azione politica (con conseguente eliminazione del divario tra la classe dirigente ed il popolo). Di fronte alla difficoltà nel raccogliere i 500 promotori necessari per la candidatura, decise di ritirarsi invitando i progressisti ad eleggere Emmanuel Macron, Jean-Luc Mélenchon, Charlotte Marchandise o Yannick Jadot per evitare la vittoria di François Fillon o Marine Le Pen. Si unì inoltre in questa occasione al consiglio politico di En marche, partito che lo candidò alle elezioni legislative del 10º distretto dell'Alta Garonna ove venne eletto col 60,48% dei voti.
All'Assemblea nazionale è presidente del gruppo parlamentare Francia - Québec. Membro alla commissione Affari esteri, è contrario alla vendita di armi francesi all'Arabia Saudita e agli Emirati Arabi, nazioni che adoperano gli armamenti importati per proseguire il quotidiano bombardamento sulla popolazione civile dello Yemen. In un'intervista rilasciata il 23 febbraio 2018 sul programma Quotidien, Nadot chiese chiaramente di sospendere le vendite di armi ai paesi del Golfo che le usano sulle popolazioni civili. Il 6 aprile 2018 ha inoltre presentato una richiesta per l'apertura d'una commissione d'inchiesta all'Assemblea nazionale sul rispetto degli impegni internazionali della Francia per quanto riguarda le licenze di esportazione di armi nello Yemen. Nel febbraio 2019, ha esposto nell’emiciclo uno striscione con la scritta “La Francia uccide in Yemen” ed è stato sanzionato per questo gesto.
Nel 2021 presiede la commissione d'inchiesta dell'Assemblea nazionale sul rispetto dei diritti e della dignità dei migranti in Francia e conclude con il suo rapporto sulle numerose mancanze della Francia rispetto al diritto e agli impegni europei e internazionali.
Sébastien Nadot ha insegnato in varie istituzioni educative secondarie e universitarie e in un centro di apprendistato (Mantes-la-Jolie, Orleans, Bourges, Nizza, Tolosa, diverse istituzioni dell'Alta Garonna). Titolare d'un dottorato in storia e civiltà da EHESS Parigi (2009), ha anche insegnato storia all'Università di Orleans (1998-2003) e all'Università di Nizza (2005-2008). Nel 2015-2016 seguì una preparazione all'ENA in formazione continua presso l'Istituto di studi politici di Tolosa.
È il primo politico francese ad aver utilizzato un poster della campagna di realtà aumentata.
Nel gennaio 2017 ha pubblicato un racconto politico intitolato Reinette 2.0, romanzo in cui discute la relazione tra democrazia, Internet e reti sociali.

Nel 2022 non si ricandida alle elezioni legislative, considerato che al di là di un singolo mandato i parlamentari non rappresentano più i cittadini ma solo se stessi.